# Caucagua

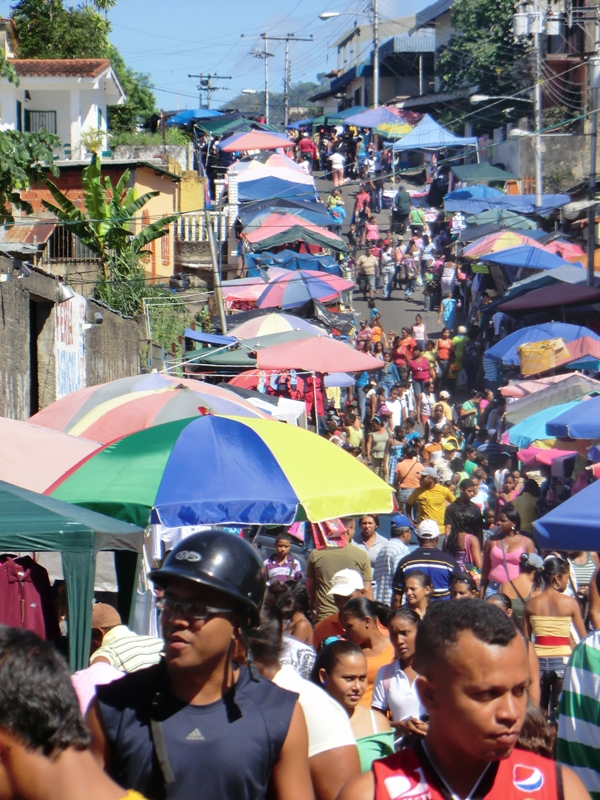
Mercado popular em uma rua em Caucagua, estado de Miranda, Venezuela.

Caucagua é uma cidade venezuelana, capital do município de Acevedo.